# Amraica
Amraica är ett släkte av fjärilar som beskrevs av Frederic Moore 1888. Amraica ingår i familjen mätare, Geometridae.

## Dottertaxa tillAmraica, i alfabetisk ordning[1]
- Amraica asahinai (Inoue, 1964)
- Amraica debrunnescens (Prout, 1926)
- Amraica diehli Sato, 2003
- Amraica ferrolavata (Walker, 1863)
- Amraica jaculatrix Sato, 1993
- Amraica javensis Sato, 2003
- Amraica kimurai Sato, 2003
- Amraica mindanensis Sato, 2003
- Amraica prolata Jiang, Sato & Han, 2012
- Amraica recursaria (Walker, 1860)
- Amraica solivagaria (Walker, 1866)
- Amraica sulawesensis Sato, 2003
- Amraica superans (Butler, 1878)
  - Amraica superans confusa (Staudinger, 1897)
  - Amraica superans superans (Butler, 1878)
  - Amraica superans taiwana (Sato, 1981)
- Amraica vietnamensis Sato, 2003

## Bildgalleri

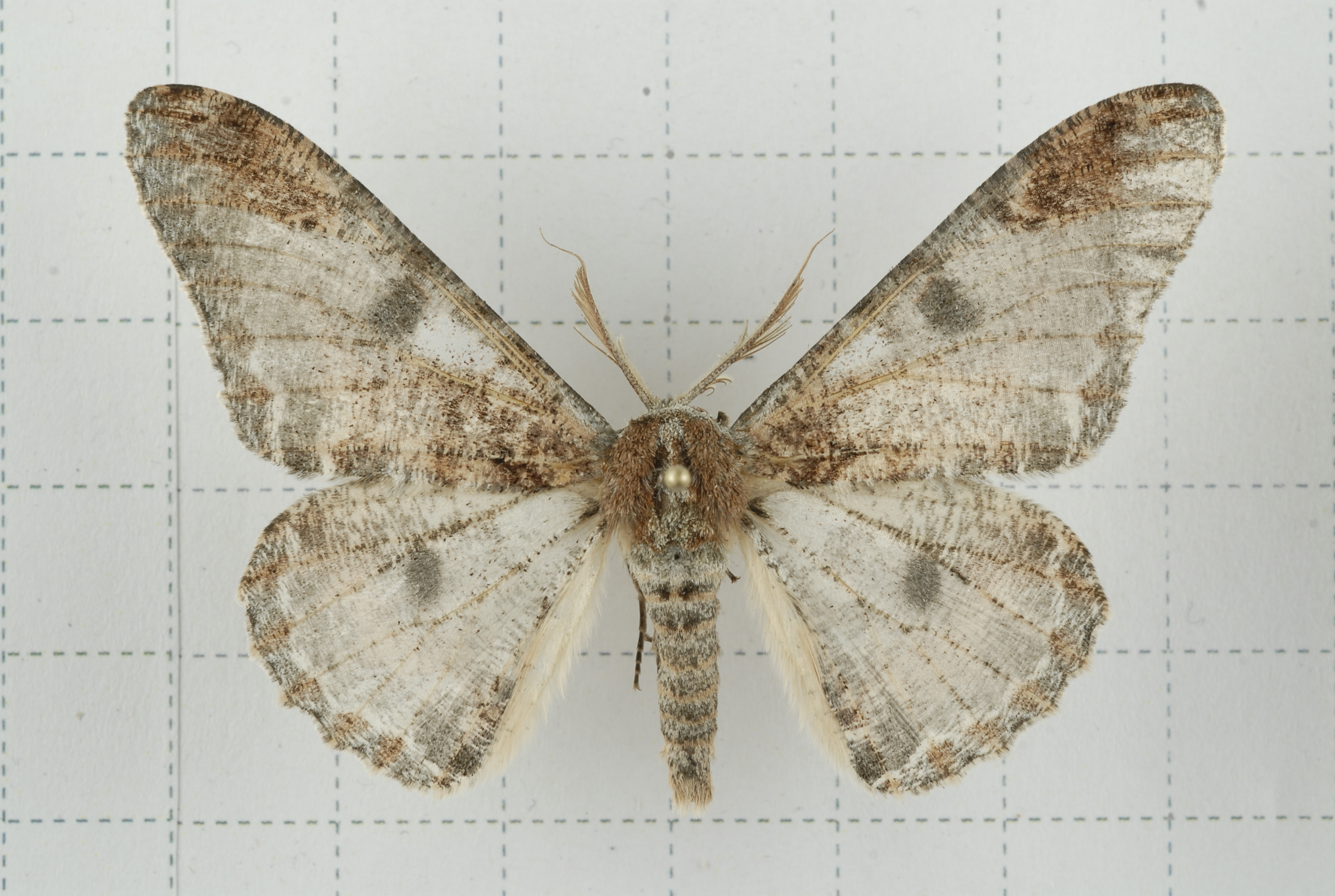
Amraica asahinai
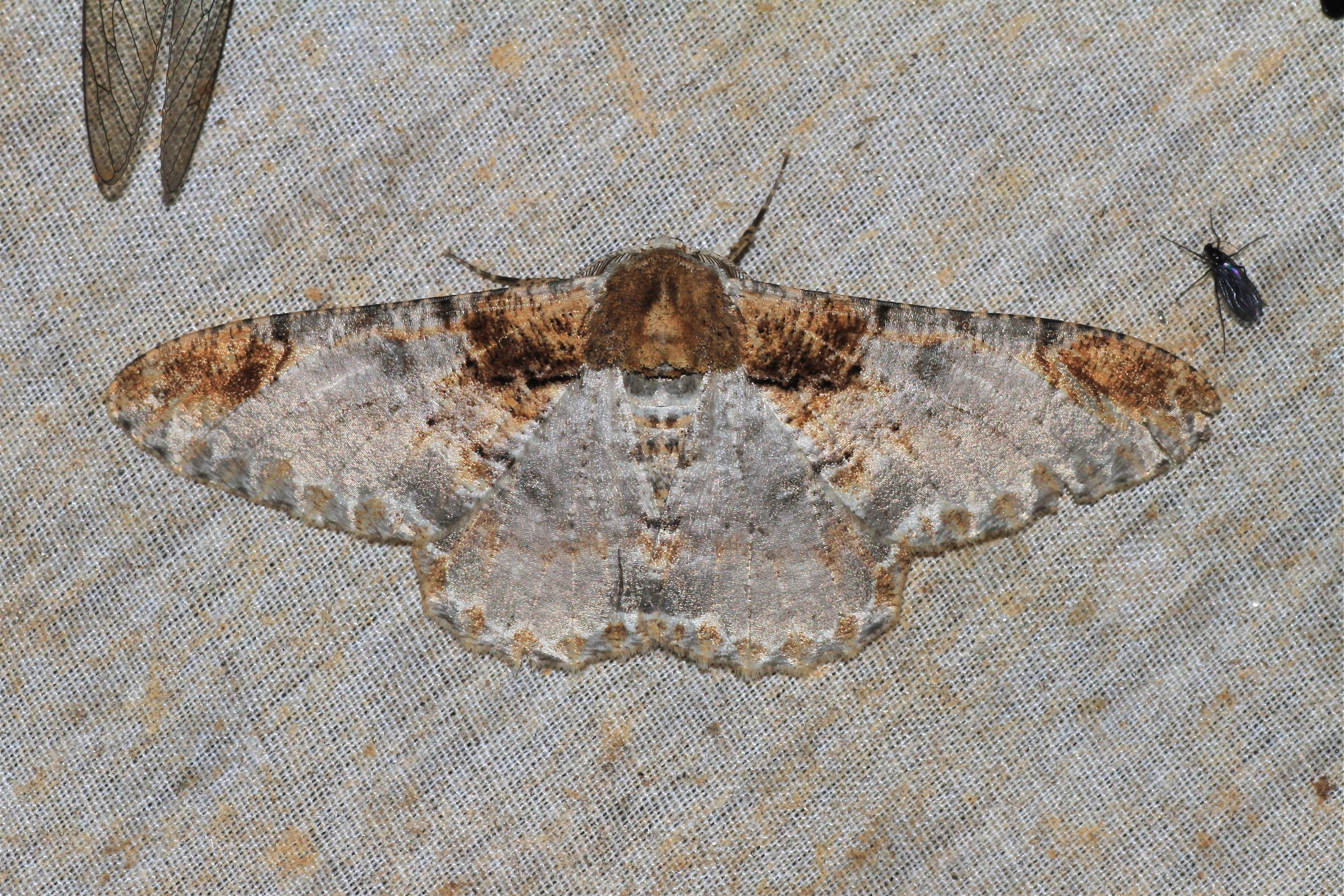
Amraica solivagaria
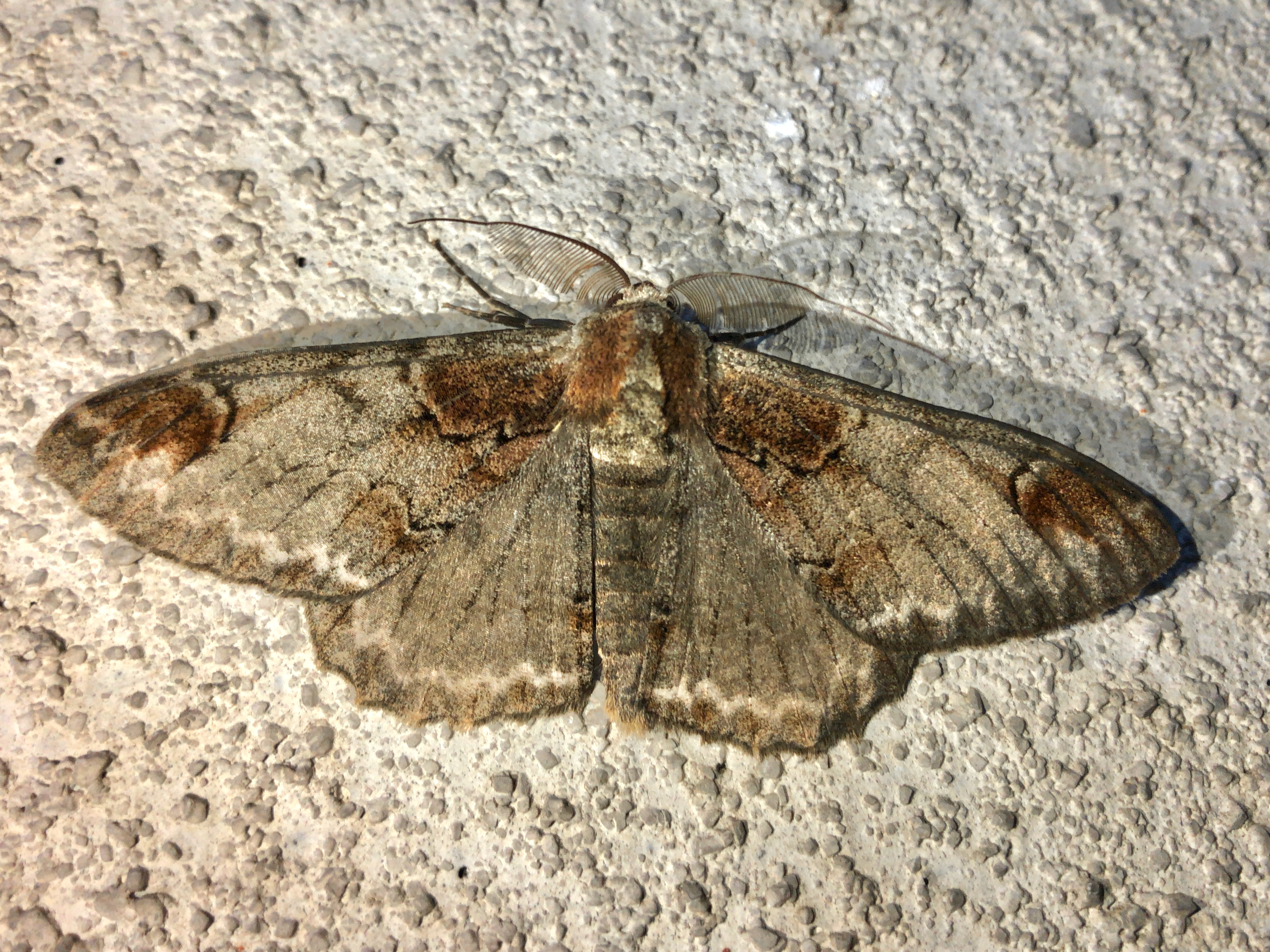
Amraica superans (spp superans)